# Takanomyia frontalis
Takanomyia frontalis là một loài ruồi trong họ Tachinidae.